# NGC 4734
NGC 4734 este o liner situată în constelația Fecioara. A fost descoperită în 7 aprilie 1828 de către John Herschel. Se află la o distanță de 107,14 megaparseci de Pământ.